# Teresa Gregorewicz
Teresa Zofia Gregorewicz (ur. 31 lipca 1953 w Ługielach) – polska polityk, posłanka na Sejm PRL IX kadencji.

## Życiorys
Ukończyła Średnie Studium Zawodowe w Suwałkach. W 1971 podjęła pracę w Zakładach Przemysłu Odzieżowego „Warmia” w Suwałkach (była szwaczką, a następnie brygadzistką zespołu produkcyjnego). Pełniła funkcję przewodniczącej Zakładowego Koła Związku Socjalistycznej Młodzieży Polskiej. W latach 1985–1989 pełnił mandat posłanki na Sejm PRL IX kadencji w okręgu Suwałki, była posłanką bezpartyjną. Zasiadała w Komisji Przemysłu.